# Bertem
Bertem is een plaats en gemeente in de provincie Vlaams-Brabant in België. De gemeente heeft in 2019 de kaap van 10.000 inwoners overschreden. De gemeente ligt in de landstreek Dijleland.

## Toponymie
Het toponiem Bertem is mogelijk afkomstig van het Germaanse berta, dat "schitterend" betekent, en van "heem". Bertem kan dus verklaard worden als schitterende woning. De naam Bertem kan ook verwijzen naar de moerassen van de Voer of naar de eigennaam Beert.

## Geschiedenis
Bertem ontstond als landgoed van de abdij van Corbie (Frankrijk). Het dorp telt nog vele "teussers" of veehandelaars. Om die reden is de huisstijl van de gemeente Bertem ook gebaseerd op het aloude "teussersgebaar"; twee handen die het gebaar uitvoeren waarmee de veeboeren een overeenkomst afsloten.
Op 23 november 1870 landde in Bertem een gasballon uit het belegerde Parijs. Behalve de piloot Wilfrid de Fonvielle (fr) had L'Égalité vier passagiers, twaalf postduiven en wat post voor verwanten aan boord.

### Tweede Wereldoorlog
De gemeente werd op 16 mei 1940 bezet door het Duitse leger. Op 5 juli 1944 werd Bertem getroffen door een geallieerd luchtbombardement. De bevrijding volgde op 4 september 1944.
Minstens 24 weerstanders werden naar het Auffanglager van Breendonk gedeporteerd.

## Geografie

### Kernen
De fusiegemeente telt naast Bertem zelf nog de deelgemeenten Korbeek-Dijle en Leefdaal.

#### Tabel
| # | Naam          | Opp. (km²) | Inwoners (2020) | Inwoners per km² | NIS-code |
| - | ------------- | ---------- | --------------- | ---------------- | -------- |
| 1 | Bertem        | 10,76      | 4.779           | 444              | 24009A   |
| 2 | Korbeek-Dijle | 4,15       | 808             | 194              | 24009B   |
| 3 | Leefdaal      | 15,08      | 4.553           | 302              | 24009C   |

## Bezienswaardigheden
- De Sint-Pieters-Bandenkerk, een oude romaanse kerk met een bijzonder Mariabeeldje en een Van Peteghemorgel uit 1829
- De pastorie, opgetrokken in Lodewijk XVI-stijl
- Het Sint-Medardushof, een gesloten hoeve uit de 17de-18de eeuw
- Het Tempierenhof (ook gekend als Hof van Vroeienberg of van Sint-Verone), een hoeve met 17de-, 18de- en 19de-eeuwse elementen

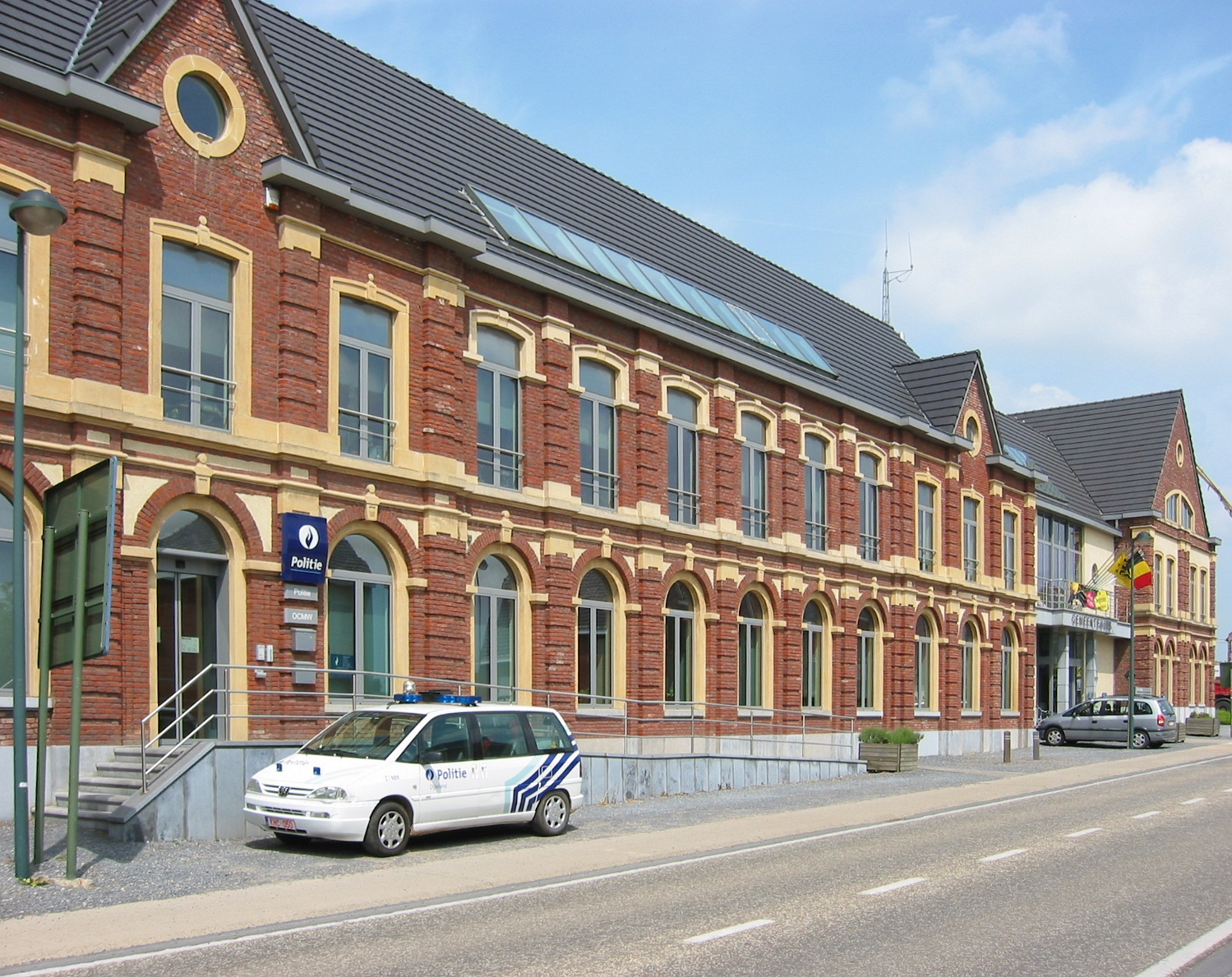
Het gemeentehuis aan de Tervuursesteenweg
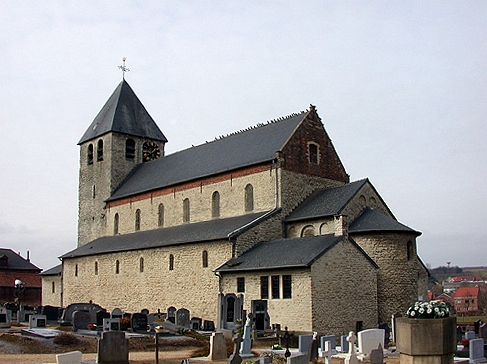
Sint-Pieters-Bandenkerk

## Natuur en landschap
Bertem ligt op een hoogte van 37-94 meter. Het ligt aan de Voer. Het Bertembos en Eikenbos zijn de grootste bossen in Bertem. De Koeheide is een natuurreservaat beheerd door Natuurpunt. Op het leemplateau van Leefdaal komt een populatie hamsters voor en in Korbeek-Dijle de vroedmeesterpad.
In het landschap lopen tal van holle en gekasseide wegen. Deze vormen ruimtelijk-structurerende en ecologische linten in het (half)open landschap.

## Demografische ontwikkeling

### Demografische evolutie voor de fusie
- Bronnen:NIS, Opm:1831 tot en met 1970=volkstellingen; 1976 = inwonertal op 31 december

### Demografische ontwikkeling van de fusiegemeente
Alle historische gegevens hebben betrekking op de huidige gemeente, inclusief deelgemeenten, zoals ontstaan na de fusie van 1 januari 1977.
- Bronnen:NIS, Opm:1831 tot en met 1981=volkstellingen; 1990 en later= inwonertal op 1 januari

| Inwoners van jaar tot jaar op 1 januari 1992 tot heden | Inwoners van jaar tot jaar op 1 januari 1992 tot heden | Inwoners van jaar tot jaar op 1 januari 1992 tot heden |
| jaar                                                   | Aantal                                                 | Evolutie: 1992=index 100                               |
| ------------------------------------------------------ | ------------------------------------------------------ | ------------------------------------------------------ |
| 1992                                                   | 8.529                                                  | 100,0                                                  |
| 1993                                                   | 8.611                                                  | 101,0                                                  |
| 1994                                                   | 8.665                                                  | 101,6                                                  |
| 1995                                                   | 8.669                                                  | 101,6                                                  |
| 1996                                                   | 8.765                                                  | 102,8                                                  |
| 1997                                                   | 8.811                                                  | 103,3                                                  |
| 1998                                                   | 8.856                                                  | 103,8                                                  |
| 1999                                                   | 8.796                                                  | 103,1                                                  |
| 2000                                                   | 8.843                                                  | 103,7                                                  |
| 2001                                                   | 8.918                                                  | 104,6                                                  |
| 2002                                                   | 8.888                                                  | 104,2                                                  |
| 2003                                                   | 8.998                                                  | 105,5                                                  |
| 2004                                                   | 9.015                                                  | 105,7                                                  |
| 2005                                                   | 9.104                                                  | 106,7                                                  |
| 2006                                                   | 9.215                                                  | 108,0                                                  |
| 2007                                                   | 9.296                                                  | 109,0                                                  |
| 2008                                                   | 9.435                                                  | 110,6                                                  |
| 2009                                                   | 9.524                                                  | 111,7                                                  |
| 2010                                                   | 9.569                                                  | 112,2                                                  |
| 2011                                                   | 9.558                                                  | 112,1                                                  |
| 2012                                                   | 9.638                                                  | 113,0                                                  |
| 2013                                                   | 9.712                                                  | 113,9                                                  |
| 2014                                                   | 9.773                                                  | 114,6                                                  |
| 2015                                                   | 9.725                                                  | 114,0                                                  |
| 2016                                                   | 9.803                                                  | 114,9                                                  |
| 2017                                                   | 9.907                                                  | 116,2                                                  |
| 2018                                                   | 9.958                                                  | 116,8                                                  |
| 2019                                                   | 10.007                                                 | 117,3                                                  |
| 2020                                                   | 10.141                                                 | 118,9                                                  |
| 2021                                                   | 10.190                                                 | 119,5                                                  |
| 2022                                                   | 10.258                                                 | 120,3                                                  |
| 2023                                                   | 10.276                                                 | 120,5                                                  |
| 2024                                                   | 10.242                                                 | 120,1                                                  |
| 2025                                                   | 10.342                                                 | 121,3                                                  |

## Mobiliteit

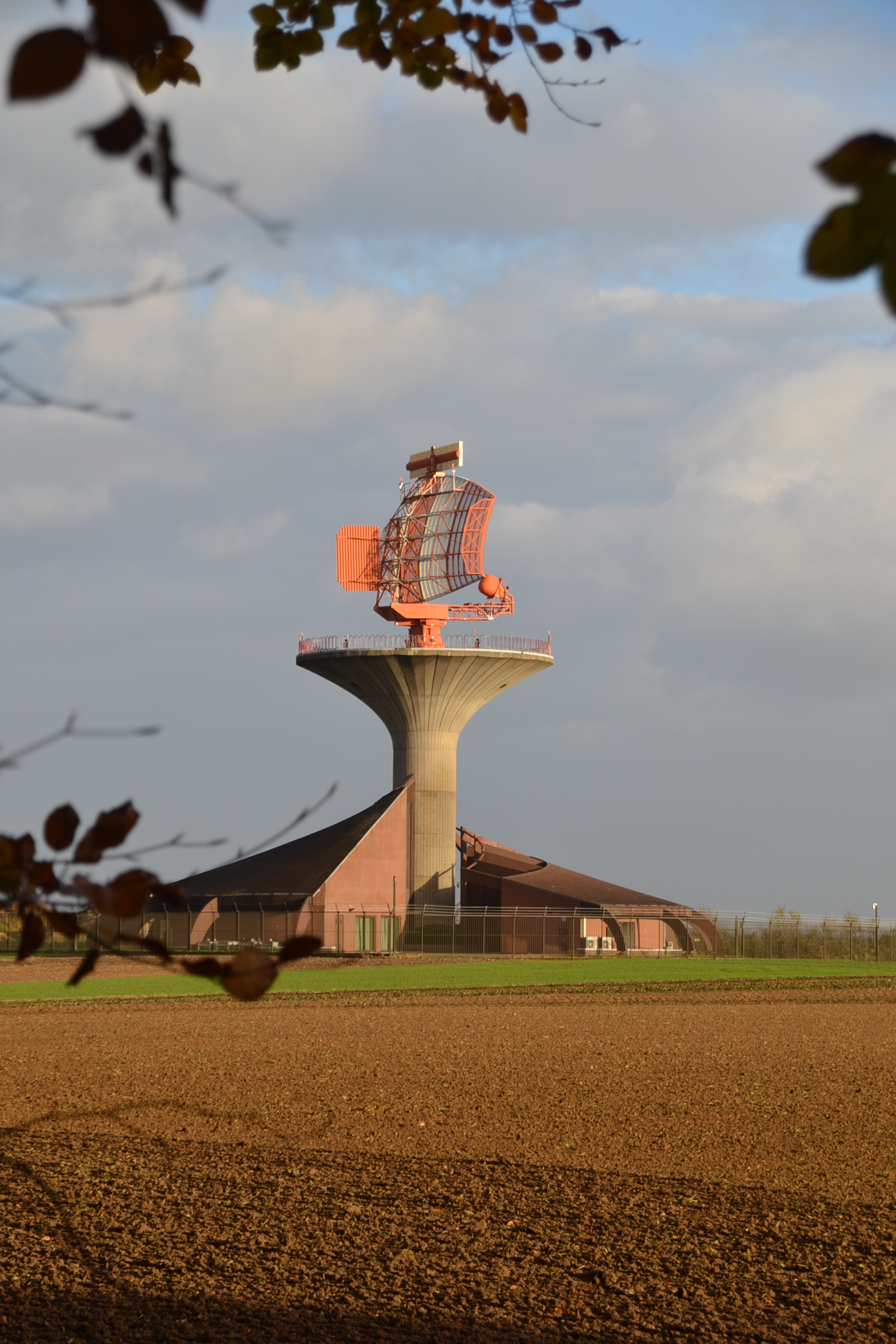
Een van de radartorens van Skeyes

Tegenwoordig is Bertem vooral bekend als doorvoergebied van de E40. Op het hoogste punt van de gemeente bevinden zich twee indrukwekkende radarinstallaties van Skeyes, voorheen Belgocontrol, die het vliegverkeer in de gaten houden.

## Politiek
Bertem kende jarenlang een vrij opmerkelijk politiek systeem. Geen echte partijen, maar de twee fanfares vormden de basis hiervoor. Zo is er de 'IV Eemskinderen', opgericht in 1867, en liberaal van inborst, en de 'Vrijheidszonen', de fanfare van de sissen, de plaatselijke katholieken, ontstaan in 1891. Haar oorsprong lag waarschijnlijk in geschillen in de gemeenteraad over het onderwijs. Daar bleken de verschillen tussen de verschillende leden zo groot, dat een splitsing zich opdrong. De fanfares steunden een bepaalde lijst tijdens gemeenteraadsverkiezingen. Ook Leefdaal, waar Bertem in 1977 mee fuseerde, kende een gelijkaardig systeem.

#### 2013-2018
Bertem wordt bestuurd door een coalitie van Gemeentebelangen-Open Vld en CD&V. Samen vormen ze de meerderheid met 14 op 21 zetels. Tot eind 2015 was Albert Mees (Gemeentebelangen-Open Vld) burgemeester. Halverwege de legislatuur werd hij opgevolgd door zijn partijgenoot Joël Vander Elst.

#### 2019-2024
Na de verkiezingen van 2018 werd de coalitie tussen Gemeentebelangen-Open Vld en CD&V verdergezet met opnieuw 14 op 21 zetels. Joël Vander Elst werd herverkozen als burgemeester met 1361 voorkeurstemmen. Dit was de eerste keer dat een politicus in Bertem zoveel stemmen kreeg. De partijen sp.a en Groen trekken deze verkiezingen als een kartel naar de kiezer. In de gemeenteraad vormden ze nadien echter 2 verschillende fracties. Dit had tot gevolg dat er wel 3 van de 4 rechtstreeks verkozenen socialistisch waren maar door verschuivingen er vanaf september 2022 nog maar 1 socialistisch gemeenteraadslid overbleef. Het aantal gemeenteraadsleden van Groen steeg daarentegen van 1 naar 3.

#### 2025-2030
De lijst PLUS, zoals Gemeentebelangen-Open Vld voortaan heet, bleef de grootste partij en hernieuwde de coalitie met CD&V. Beide partijen beschikken over 17 op 21 zetels. Joël Vander Elst (PLUS) bleef burgemeester.
De Bertemse gemeenteraad ziet er na de verkiezingen van 13 oktober 2024 als volgt uit:
- PLUS: 9 zetels: Joël Vander Elst, Tom Philips, Mathias Haesaerts, Albert Mees, Merel Van Neck, Yvette Laes, Diane Vander Elst, Hans Neckebrouck, Jimmy Geyns
- CD&V: 8 zetels: Joery Verhoeven, Jan De Keyzer, Iris De Smet, Marc Morris, Elsie Vander Hulst, Joke Himpens, Jef Van Cortenberg, Jana Van Den Plas
- N-VA: 3 zetels: Jurgen Gyns, Karolien Schoenaerts, Ludo Croonenberghs
- Groen: 1 zetel: Wouter Fock

#### Schepencollege
| Functie en bevoegdheden | Naam              | Partij | Partij |
| --- | ----------------- | ------ | ------ |
| Burgemeester Politie en veiligheid, preventie, bescherming en welzijn op het werk, werken in eigen beheer, burgerzaken, begraafplaatsen, erosiebestrijding en waterlopen, mobiliteit, feestelijkheden | Joël Vander Elst  |        | PLUS   |
| Eerste schepen Milieu (afval, landinrichting, klimaatbeleid, bodem), evenementen, landbouw, bosbeleid, toerisme, patrimonium                                                                          | Joery Verhoeven   |        | CD&V   |
| Tweede schepen Financiën, ruimtelijke ordening, communicatie en participatie, personeel en organisatieontwikkeling, ICT en GIS, dierenwelzijn, openbare werken                                        | Tom Philips       |        | PLUS   |
| Derde schepen Cultuur en bibliotheek, onderwijs, wonen, investeringsprojecten, erfgoed, kerkbesturen, juridische zaken, ontwikkelingssamenwerking                                                     | Marc Morris       |        | CD&V   |
| Vierde schepen Jeugd, sport, lokale economie, senioren | Mathias Haesaerts |        | PLUS   |
| Vijfde schepen Sociale zaken-voorzitter bijzonder comité voor de sociale dienst, gezondheidsbeleid, gezinsbeleid, kinderopvang/speelpleinwerking Kattestroof, gelijke kansen                          | Iris De Smet      |        | CD&V   |

### Resultaten gemeenteraadsverkiezingen sinds 1976
| Partij               | Partij                               | 10-10-1976 | 10-10-1976 | 10-10-1982 | 10-10-1982 | 9-10-1988 | 9-10-1988 | 9-10-1994 | 9-10-1994 | 8-10-2000 | 8-10-2000 | 8-10-2006 | 8-10-2006 | 14-10-2012 | 14-10-2012 | 14-10-2018 | 14-10-2018 | 13-10-2024 | 13-10-2024 |
| Stemmen / Zetels     | Stemmen / Zetels                     | %          | 17         | %          | 19         | %         | 19        | %         | 19        | %         | 19        | %         | 21        | %          | 21         | %          | 21         | %          | 21         |
| -------------------- | ------------------------------------ | ---------- | ---------- | ---------- | ---------- | --------- | --------- | --------- | --------- | --------- | --------- | --------- | --------- | ---------- | ---------- | ---------- | ---------- | ---------- | ---------- |
|                      | GB1/PVV2/GB-VLD3/GB-Open VLD4/PlusC  | 41,931     | 8          | 35,611     | 8          | 30,792    | 7         | 37,13     | 9         | 40,783    | 9         | 38,853    | 9         | 29,924     | 8          | 36,84      | 8          | 40,2C      | 9          |
|                      | SP1/sp.a2/sp.a-GroenB/PlusC          | 10,51      | 1          | 14,31      | 2          | 11,341    | 2         | 11,141    | 2         | 13,71     | 2         | 13,872    | 2         | 13,222     | 2          | 19,1B      | 4          | 40,2C      | 9          |
|                      | Agalev1/Groen2/sp.a-GroenB           | -          |            | -          |            | 6,851     | 0         | 8,581     | 1         | 14,631    | 2         | 8,872     | 1         | 8,812      | 1          | 19,1B      | 4          | 9,82       | 1          |
|                      | CVP1/CD&V+N-VAA/CD&V2                | 38,01      | 8          | 26,41      | 5          | 23,431    | 5         | 23,851    | 6         | 30,91     | 6         | 38,41A    | 9         | 26,12      | 6          | 26,22      | 6          | 34,32      | 8          |
|                      | VU1/CD&V+N-VAA/N-VA2                 | 7,921      | 0          | 8,01       | 1          | 7,691     | 1         | 6,491     | 0         | -         |           | 38,41A    | 9         | 17,882     | 4          | 17,92      | 3          | 15,72      | 3          |
|                      | Landelijke Christen-Democraten (LCD) | 1,64       | 0          | 15,68      | 3          | 19,42     | 4         | 9,58      | 1         | -         |           | -         |           | -          |            | -          |            | -          |            |
| Anderen(*)           | Anderen(*)                           | -          |            | -          |            | 0,48      | 0         | 3,25      | 0         | -         |           | -         |           | 4,06       | 0          | -          |            | -          |            |
| Totaal stemmen       | Totaal stemmen                       | 4947       | 4947       | 5427       | 5427       | 5826      | 5826      | 5936      | 5936      | 6091      | 6091      | 6425      | 6425      | 6637       | 6637       | 6779       | 6779       | 5134       | 5134       |
| Opkomst %            | Opkomst %                            |            |            |            |            | 84,42     | 84,42     | 94,09     | 94,09     | 92,48     | 92,48     | 93,68     | 93,68     | 93,36      | 93,36      | 92,6       | 92,6       | 68,1       | 68,1       |
| Blanco en ongeldig % | Blanco en ongeldig %                 | 2,77       | 2,77       | 3,76       | 3,76       | 4,02      | 4,02      | 4,73      | 4,73      | 6,27      | 6,27      | 5,74      | 5,74      | 3,25       | 3,25       | 3,9        | 3,9        | 1,5        | 1,5        |

De rode cijfers naast de gegevens duiden aan onder welke naam de partijen telkens bij een verkiezing opkwamen.

De zetels van de gevormde meerderheid staan vetjes afgedrukt. De grootste partij is in kleur.

(*) 1988: PVDA / 1994: Vlaams Blok / 2012: Bertem Beter Besturen (BBB)

## Partnergemeenten
- Roemenië - Tăut

## Bekende inwoners
- Clement De Ridder (1920-2013), activist, componist en schrijver
- Roger Dillemans (1932), voormalig rector van de KU Leuven en ereburger van Bertem[12]
- Ernest Persoons (1937-2022), historicus en algemeen rijksarchivaris

## Nabijgelegen kernen
Meerbeek, Veltem, Egenhoven, Korbeek-Dijle, Leefdaal